# بوب إيوينغ (لاعب كرة قاعدة)
بوب إيوينغ (بالإنجليزية: Bob Ewing)‏ هو لاعب كرة قاعدة أمريكي، ولد في 24 أبريل 1873 في New Hampshire, Ohio ‏ في الولايات المتحدة، وتوفي في 20 يونيو 1947 في واباكونيتا في الولايات المتحدة بسبب سرطان.

## وصلات خارجية
- بوب إيوينغ على موقعبيزبول رفرنس.كوم (الدوري الرئيسي) (الإنجليزية)
- بوب إيوينغ على موقعبيزبول رفرنس.كوم (الدوري الثانوي) (الإنجليزية)
- بوب إيوينغ على موقع جمعية أبحاث البيسبول الأمريكية (الإنجليزية)